# Festivalul Tanabata

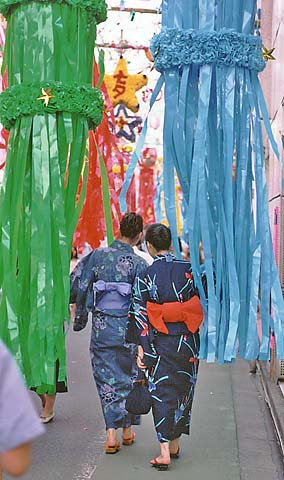
Femei îmbrăcate în yukata cu ocazia festivalului Tanabata

Tanabata (たなばた or 七夕? însemnând „Seara celei de-a șaptea”), de asemenea cunoscut drept Festivalul stelei (星祭り, Hoshimatsuri), este un festival japonez originar din Festivalul chinez Qixi. Sărbătorește întâlnirea zeităților Orihime și Hikoboshi (reprezentați de stelele Vega, respectiv Altair). Conform legendei, Calea Lactee îi separă pe acești îndrăgostiți și le este permis să se vadă numai o dată pe an, în cea de-a șaptea zi a celei de-a șaptea luni acalendarului luni-solar. Data festivalului Tanabata variază în funcție de regiunea țării, dar primele festivități încep pe 7 iulie a calendarului gregorian. Sărbătoarea se ține în perioada lunilor iulie și august.

## Istoric
Festivalul a fost adus în Japonia de către împărăteasa Kōken în anul 755. Are ca origine „Festivalul stăruinței pentru măiestrie" (乞巧奠 Kikkōden?), o altă denumire pentru Qixi,:9 care e sărbătorit în China și a fost adoptat în Palatul Imperial Kyōto în perioada Heian.
Festivalul a devenit foarte cunoscut în rândul publicului la începutul perioadei Edo, când s-a amestecat cu diverse tradiții Obon sau Bon (deoarece Bon se ținea în a 15-a zi a a 7-a lună atunci) și s-a dezvoltat în festivalul Tanabata modern. Tradițiile populare legate de festival variază în funcție de regiunea țării,:20 dar, în general, fetele își doreau să își îmbunătățească îndemânarea la cusut și alte arte, iar băieții își doreau un scris mai frumos, cu ajutorul unor fâșii de hârtie pe care își scriau dorințele. Atunci, tradiția era să se folosească de roua rămasă pe frunzele de taro pentru a crea cerneala utilizată în scrierea dorințelor. Întâmplător, Bon se ține acum pe a 15 august după calendarul solar, aproape de data inițială de pe calendarul lunar, Tanabata și Bon devenind evenimente individuale.
Numele de Tanabata este legat de citirea în japoneză a ideogramelor chinezești 七夕, care se citeau în trecut „Shichiseki”. Se crede că în aceeași perioadă exista o ceremonie de purificare șintoistă, în care o preoteasă șintoistă (巫女 miko?) tesea la război o bucată specială de stofă numită tanabata (棚機?) și i-o oferea unui zeu, rugându-se ca semănăturile de orez să fie protejate de ploi sau furturi și să aibă o recoltă bogată mai târziu, în toamnă. Treptat, această ceremonie s-a îmbinat cu Kikkōden și a devenit Tanabata. Caracterele chinezești 七夕 și citirea japoneză de „Tanabata” s-au unit, desemnând același festival, deși inițial erau două lucruri diferite, un exemplu al citirii speciale a kanjiurilor denumită jukujikun (熟字訓?).

## Legendă

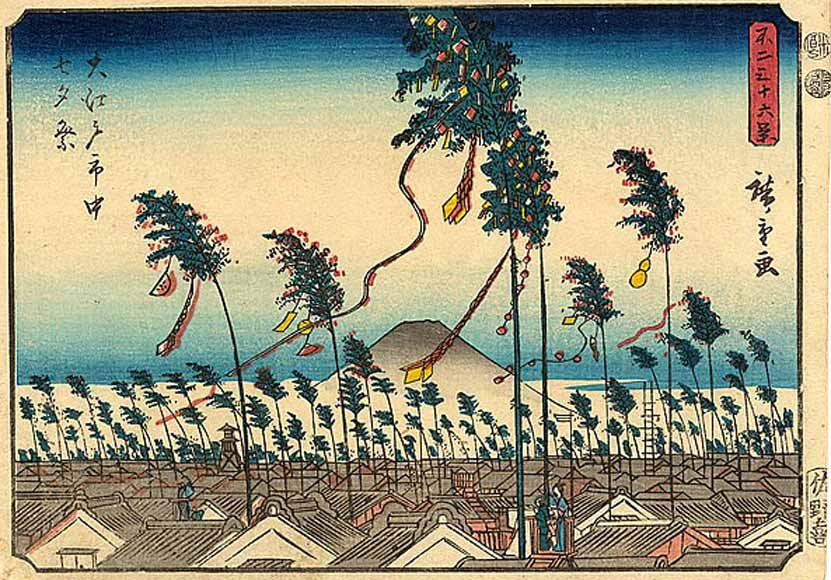
Imprimeu japonez în lemn a festivităților Tanabata în Edo (Tokio), 1852, de Hiroshige

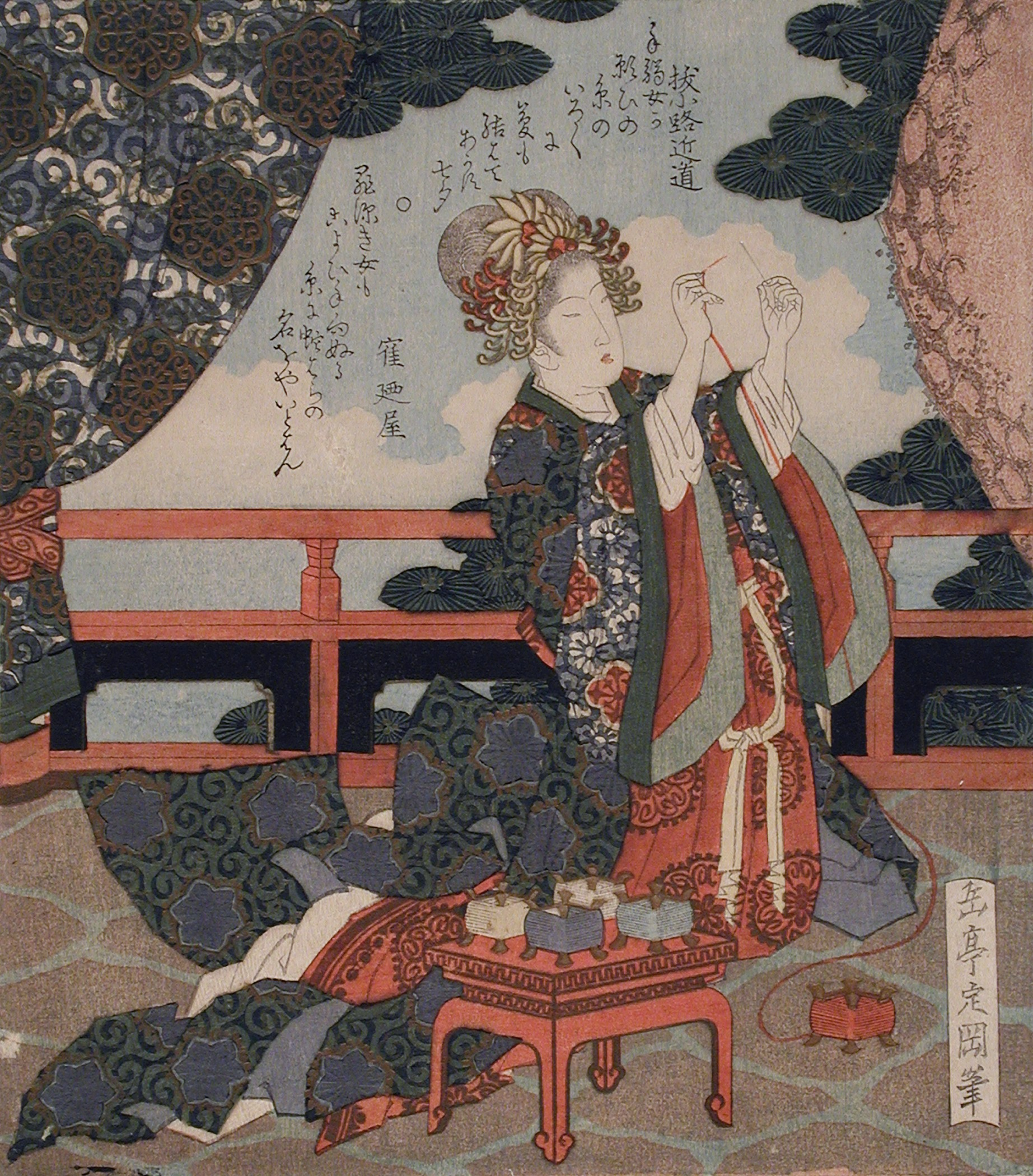
Yashima Gakutei

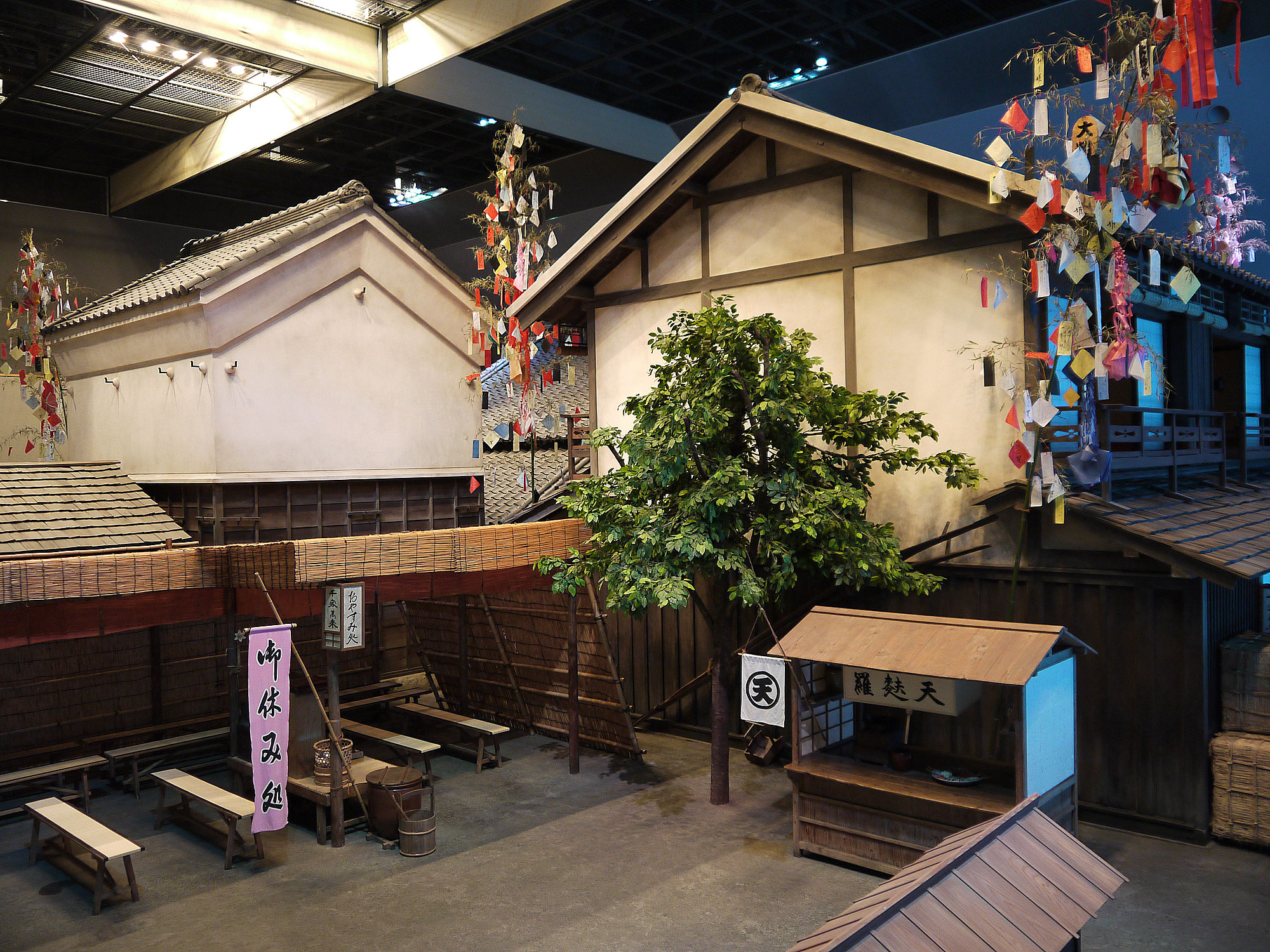
Expoziție de Tanabata din perioada Edo la Muzeul Edo din Fukagawa

Precum Qixi și Chilseok, Tanabata a fost inspirată din faimoasa poveste folclorică chinezească „Păstorul și fata țesătoare”. Unele variante au fost incluse în Man'yōshū⁠(d).:25
Cea mai populară variantă este următoarea::1
Orihime (織姫?  "Prințesa țesătoare"), fiica lui Tentei (天帝?  Regele cerului sau a universului), țesea haine frumoase la malul lui Amanogawa (天の川? Calea Lactee, literar "râul ceresc"). Tatăl ei iubea haina pe care o țesea, așa că aceasta muncea din greu în fiecare zi să o țese. Cu toate acestea, Orihime era tristă din cauza faptului că muncea atât de mult timp, încât nu se putea întâlni și îndrăgosti de nimeni. Îngrijorat pentru fiica lui, Tentei a aranjat ca aceasta să se întâlnească cu Hikoboshi (彦星?  "Văcarul"/"Constelația văcarului", literar "Constelația băiat")(denumit și Kengyū (牽牛?)), care trăia și muncea de cealaltă parte a lui Amanogawa. Când s-au întâlnit, s-au îndrăgostit la prima vedere și s-au căsătorit imediat după. Însă, acum căsătoriți, Orihime nu mai țesea haine pentru Tentei, iar Hikoboshi le permitea vacilor să hoinărească prin întregul rai. Mânios, Tentei i-a separat pe cei doi îndrăgostiți pe părți diferite ale lui Amanogawa și le-a interzis să se mai întâlnească. Orihime a devenit deprimată din cauza pierderii soțului ei și și-a rugat tatăl să îi lase să se reîntâlnească. Tentei, mișcat de lacrimile fiicei lui, le-a permis celor doi să se întâlnească în a șaptea zi a celei de a șaptea luni atâta timp cât ea muncea din greu și termina de țesut. Prima dată când au încercat să se întâlnească și-au dat seama că nu pot traversa Caleea Lactee din cauză că nu exista niciun pod. Orihime a plâns atât de mult, încât un stol de coțofane a apărut și i-au promis că vor face un pod din aripile lor să poată trece. Se spune că dacă plouă de Tanabata, coțofanele nu pot veni datorită înălțării râului, iar cei doi îndrăgostiți trebuie să aștepte încă un an ca să se întâlnească. Ploaia din această zi se numește „Lacrimile lui Orihime și Hikoboshi”.

### Nume

#### Personaje
Orihime și Hikoboshi au nume diferite în multele variante ale poveștii.:10
|                          | Orihime 織姫 | Hikoboshi 彦星 |
| ------------------------ | --- | --- |
| Nume de naștere          | 棚機津女 or 棚機つ女 - Tanabata-tsume | 牽牛 – Kengyū ("Văcar") |
| Titluri                  | 女七夕 – Me-Tanabata ("Femeia Tanabata") | 男七夕 – O-Tanabata ("Bărbatul Tanabata") |
| Diferite nume și epitete | 秋去姫 – Akisari-hime ("Prințesa-Mergând spre toamnă") 朝顔姫 – Asagao-hime ("Prințesa dimineții strălucitoare") 糸織り姫 sau 糸織姫 – Ito-ori-hime ("Prințesa țesătoare") 百子姫 – Momoko-hime ("Prințesa copilă-piersică") 薫物姫 – Takimono-hime ("Prințensa tămâie") 蜘蛛姫 – Sasagani-hime ("Prințesa păianjen") 梶葉姫 – Kajinoba-hime ("Prințesa dudului japonez") 琴寄姫 – Kotoyori-hime 灯姫 – Tomoshibi-hime ("Prințesa luminii strălucitoare") 妻星 – Tsuma-boshi ("Constelația soției") 機織姫 – Hata'ori-hime ("Prințesa țesătoare") 星の妻 – Hoshi-no-tsuma ("Constelația soției", adică: soția lui Kengyū) | 飼星 – Kai-boshi ("Constelația ciobanului") 犬飼星 – Inukai-boshi ("Constelația câinelui cioban") 牛引星 – Ushihiki-boshi ("Constelația văcarului") |
| Numele constelației      | 女星 – Me-boshi ("Femeia constelație") | 男星 – O-boshi ("Bărbatul constelație") |

#### Festival
Festivalul Tanabata este cunoscut după mai multe nume:
| Nume       | Transliterare         | Semnificație                                                                   |
| ---------- | --------------------- | ------------------------------------------------------------------------------ |
| 秋七日     | Aki-nanoka            | „A șaptea zi de toamnă”                                                        |
| 芋の葉の露 | Imo-no-ha-no-tsuyu    | „Roua de pe frunzele de ignamă sau cartofi                                     |
| 七夕雨     | Tanabata-ame          | „Ploaia de Tanabata”                                                           |
| 七夕送り   | Tanabata-okuri        | „Îmbarcarea Tanabata”                                                          |
| 七夕紙     | Tanabata-gami         | „Hârtia de Tanabata”, adică hârtia care poartă dorințele                       |
| 七夕色紙   | Tanabata-shikishi     | „Hârtia colorată de Tanabata”                                                  |
| 七夕竹     | Tanabata-take         | „Bambusul de Tanabata”, adică bambusul care poartă decorațiunile sau dorințele |
| 七夕竹売   | Tanabata-take'uri     | „Bambusul de Tanabata care oferă și cară”                                      |
| 七夕棚     | Tanabata-dana         | „Raftul Tanabata”                                                              |
| 短冊竹     | Tanzaku-dake          | „Bambusul Tanzaku”                                                             |
| 星今宵     | Hoshi-koyoi           | „Seara stelei”                                                                 |
| 星宮祭     | Hoshi-no-miya-matsuri | „Festivalul Palatului Stelei”                                                  |
| 星祭       | Hoshi-matsuri         | „Festivalul stelei”                                                            |

### Alte povești

#### Bărbat uman și femeie cerească
Cercetătorii japonezi au subliniat că unele povești ale Tanabata se intersectează cu personajul Fecioarei Cerești (cunoscută în Japonia sub numele de Tennin Nyoobo sau Hagoromo).
Studiile comparative asupra variantelor japoneze arată că, la începutul poveștii, bărbatul uman merge lângă un lac din diverse motive (o rugăciune către zei pentru o soție; o viziune apărută într-un vis; un animal recunoscător îi arată drumul). Pe parcursul poveștii, partenerul uman ajunge în tărâmul ceresc unde locuiesc soția sa și familia acesteia. Odată ajuns acolo, el este forțat să îndeplinească sarcini înainte de a se reuni cu ea. La finalul narațiunii, soțul încalcă un tabu (nu trebuie să mănânce un anumit pepene/ dovleac, dar o face și este luat de ape), iar el și soția sa cerească sunt separați, pentru a se reuni din nou în noaptea de 7 iulie.
James Danandjaja povestește despre Amafuri Otome (Femeia care a venit din Cer), o poveste japoneză similară cu cea a bărbatului muritor necăsătorit, numit Mikeran, care ascunde chimonoul unei femei ce se scălda, astfel încât ea să nu poată zbura înapoi în cer. După ce se căsătoresc și trăiesc împreună câțiva ani, femeia își găsește chimonoul și pleacă acasă, luând copiii cu ea. Mikeran confecționează o mie de sandale de paie pentru a ajunge în lumea cerească și a-și găsi soția. Când își întâlnește socrii, tatăl-soacră îi dă sarcini dificile, inclusiv să taie o mie de pepeni într-o singură zi. Soția sa cerească știe că este o capcană, dar el îndeplinește sarcina, iar din pepeni se creează o inundație care îl duce departe. Din această cauză, cei doi se pot întâlni doar în noaptea festivalului Tanabata.

#### Femeie umană și bărbat ceresc
Profesorii Masako Satō și Noriko T. Reider au analizat o poveste veche din genul Otogi-zōshi⁠(d), în care o femeie umană devine partenera prințului Ame-waka-hiko⁠(d). În această poveste, prințul ia forma unui șarpe și se căsătorește cu femeia. Ulterior, dezvăluie că este o divinitate cerească, numită Prințul Dragon. După un timp, acesta dispare, iar mireasa sa umană trebuie să-l caute, asemănător mitului greco-roman al lui Eros și Psyche. Ea ajunge până în lumea cerească, unde locuiește tatăl lui, un oni. La finalul poveștii, tatăl oni îi separă pe cei doi iubiți, care se pot reuni doar în timpul Tanabata.
Noriko T. Reider menționează o a doua variantă a acestui tip de poveste, cunoscută sub numele de „Povestea lui Qian Luwei”. În această versiune, tatăl soției umane este identificat ca Qian Luwei, iar divinitatea masculină este Hikoboshi, fiul lui „Bontennō”, Brahma.

## Tradiții

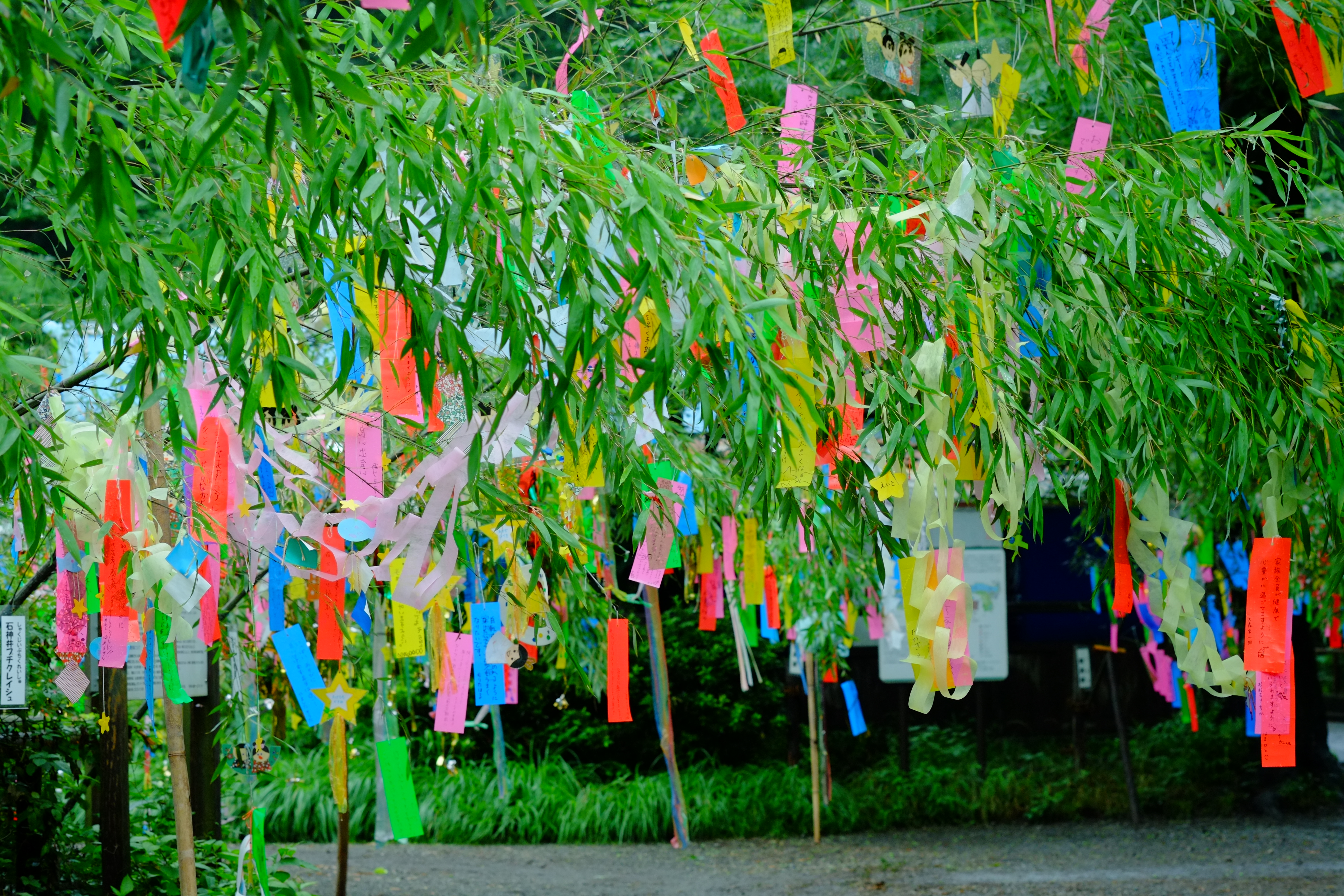
Tanzaku agățat de bambus

În Japonia contemporană, această zi este celebrată scriind dorințe, uneori în formă de poezii, pe tanzaku (短冊 tanzaku?), bucăți mici de hârtie, care sunt apoi agățate pe bambus, împreună cu alte decorațiuni. După festival, bambusul și decorațiunile sunt adesea plutite pe un râu sau arse, de obicei la miezul nopții sau a doua zi. Această practică este similară cu obiceiul de a pluti bărcuțe de hârtie și lumânări pe râuri în timpul Obon. Multe zone din Japonia au propriile lor tradiții de Tanabata, care sunt legate în mare parte de obiceiurile locale de Obon. Există și o melodie tradițională.
| Simplu | Poetic | Transliterare | Traducere |
| --- | --- | --- | --- |
| ささのは さらさら のきばに ゆれる お星さま きらきら きんぎん すなご ごしきの たんざく わたしが かいた お星さま きらきら 空から 見てる | 笹の葉 さらさら 軒端に 揺れる お星様 きらきら 金銀 砂子 五色の 短冊 私が 書いた お星様 きらきら 空から 見てる | Sasa no ha sara-sara Nokiba ni yureru Ohoshi-sama kira-kira Kingin sunago Goshiki no tanzaku Watashi ga kaita Ohoshi-sama kira-kira Sora kara miteru | Frunzele de bambus foșnesc, Și se leagănă sub streașină. Stelele strălucesc, Ca grăunțele de aur și argint. Benzile de hârtie în cinci culori, Eu le-am scris. Stelele strălucesc, Privind din cer. |

## Data festivalului
Data originală a Tanabata a fost stabilită pe baza calendarului lunisolar japonez, care este cu aproximativ o lună în urmă față de calendarul gregorian. Drept urmare, unele festivaluri sunt organizate pe 7 iulie, altele în jurul datei de 7 august (conform metodei „Întârziere de o lună”), iar restul se țin pe a șaptea zi a celei de-a șaptea luni lunisolare, care de obicei cade în august în calendarul gregorian.
Datele gregoriene pentru „a șaptea zi a celei de-a șaptea luni lunisolare” în următorii ani sunt:
- 2024: 10 august
- 2025: 29 august
- 2026: 19 august

## Festivaluri

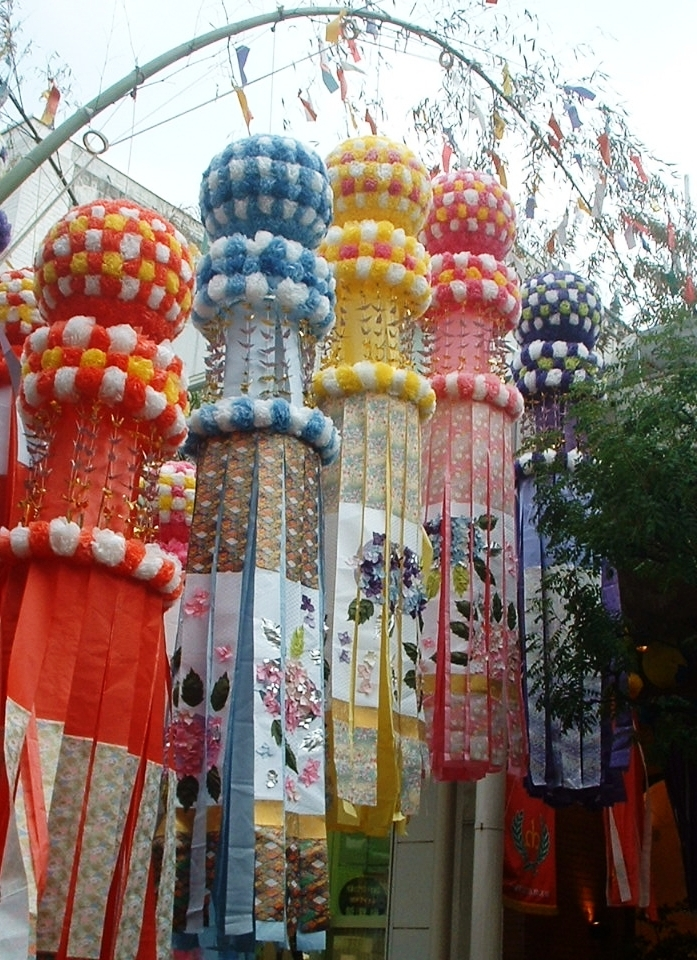
Festivalul Tanabata din Sendai în 2005

Festivaluri Tanabata de mare amploare sunt organizate în multe locuri din Japonia, în principal de-a lungul centrelor comerciale și străzilor, care sunt decorate cu panglici mari și colorate. Cel mai faimos festival Tanabata are loc în Sendai, între 6 și 8 august. În zona Kantō, două dintre cele mai mari festivaluri Tanabata se desfășoară în Hiratsuka, Kanagawa (în jurul datei de 7 iulie) și în Asagaya, Tokio, imediat înainte de începutul sărbătorii Obon, la mijlocul lunii august. Un festival Tanabata este organizat, de asemenea, în São Paulo, Brazilia, în primul weekend din iulie, și în Los Angeles, California, la începutul lunii august.
Deși festivalurile Tanabata diferă de la o regiune la alta, majoritatea includ competiții de decorare Tanabata. Alte evenimente pot cuprinde parade și concursuri Miss Tanabata. Similar altor matsuri, numeroase standuri în aer liber vând mâncare, oferă jocuri de carnaval și contribuie la atmosfera festivă.
Tokyo Disneyland⁠(d) și Tokyo DisneySea⁠(d) sărbătoresc de asemenea Festivalul Tanabata, organizând o paradă tematică în care Minnie Mouse joacă rolul lui Orihime, iar Mickey Mouse pe cel al lui Hikoboshi.

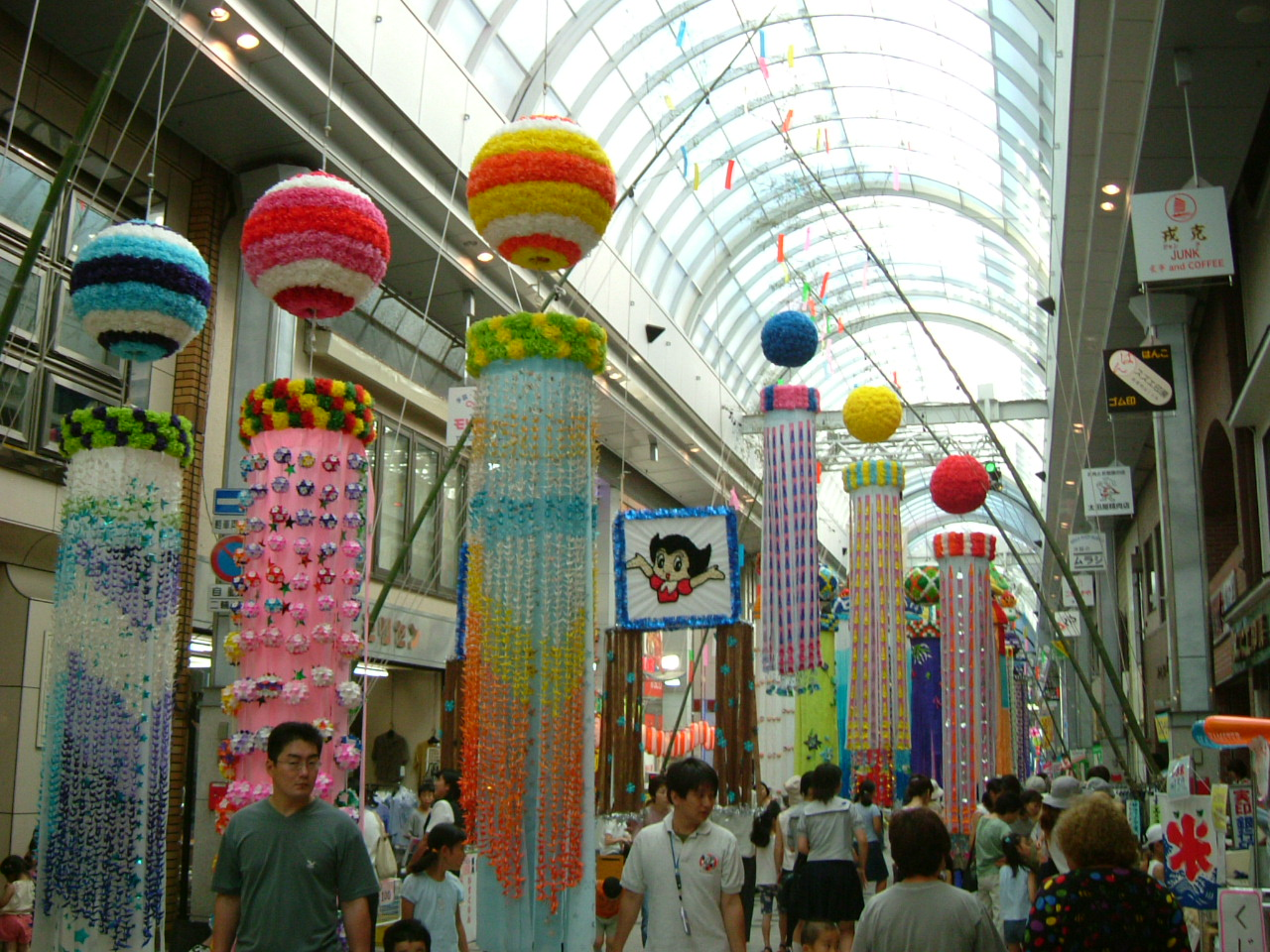
Într-un mall din Morioka, 2003
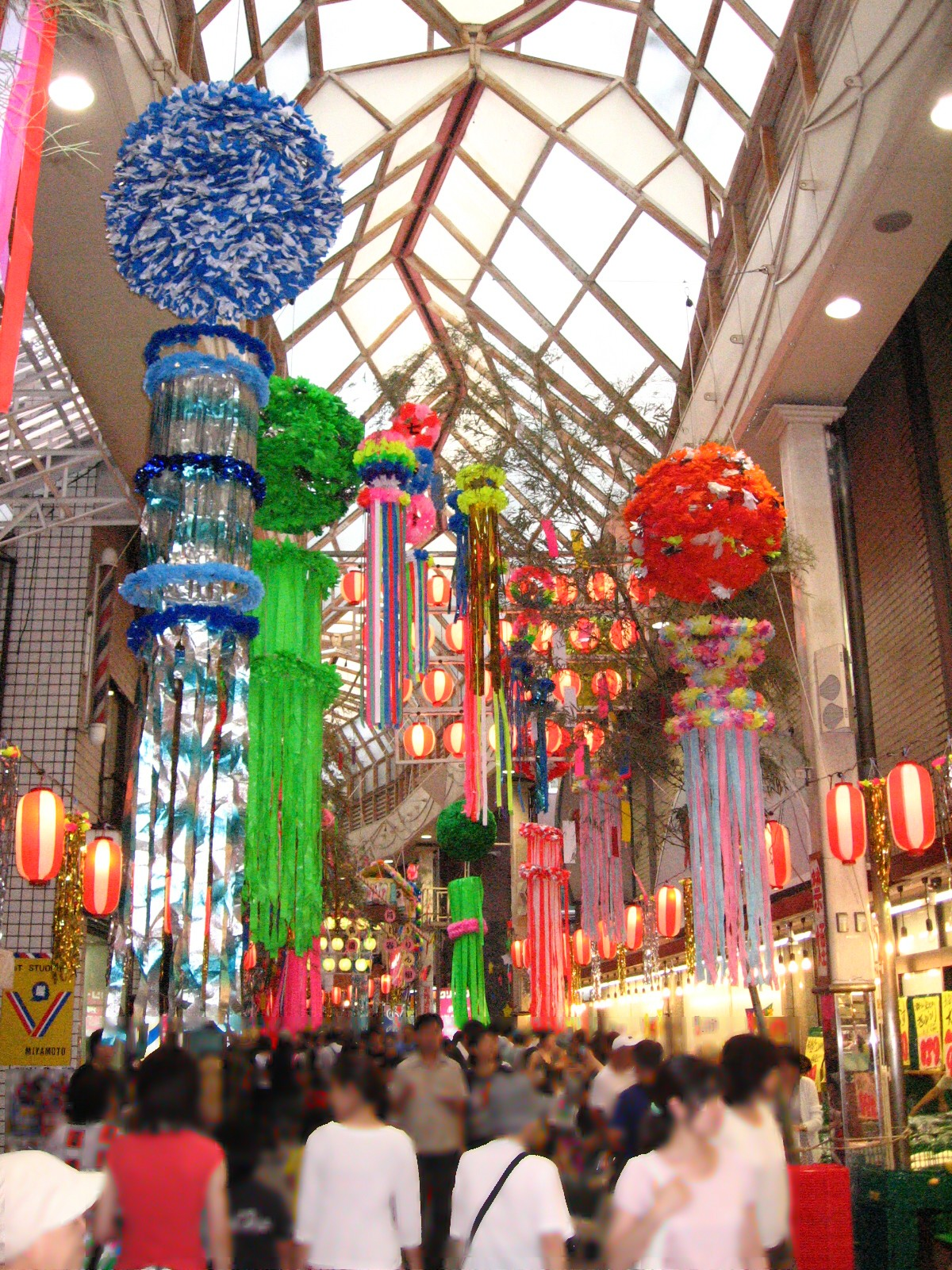
Asagaya, sectorul Suginami în Tokyo, 2009
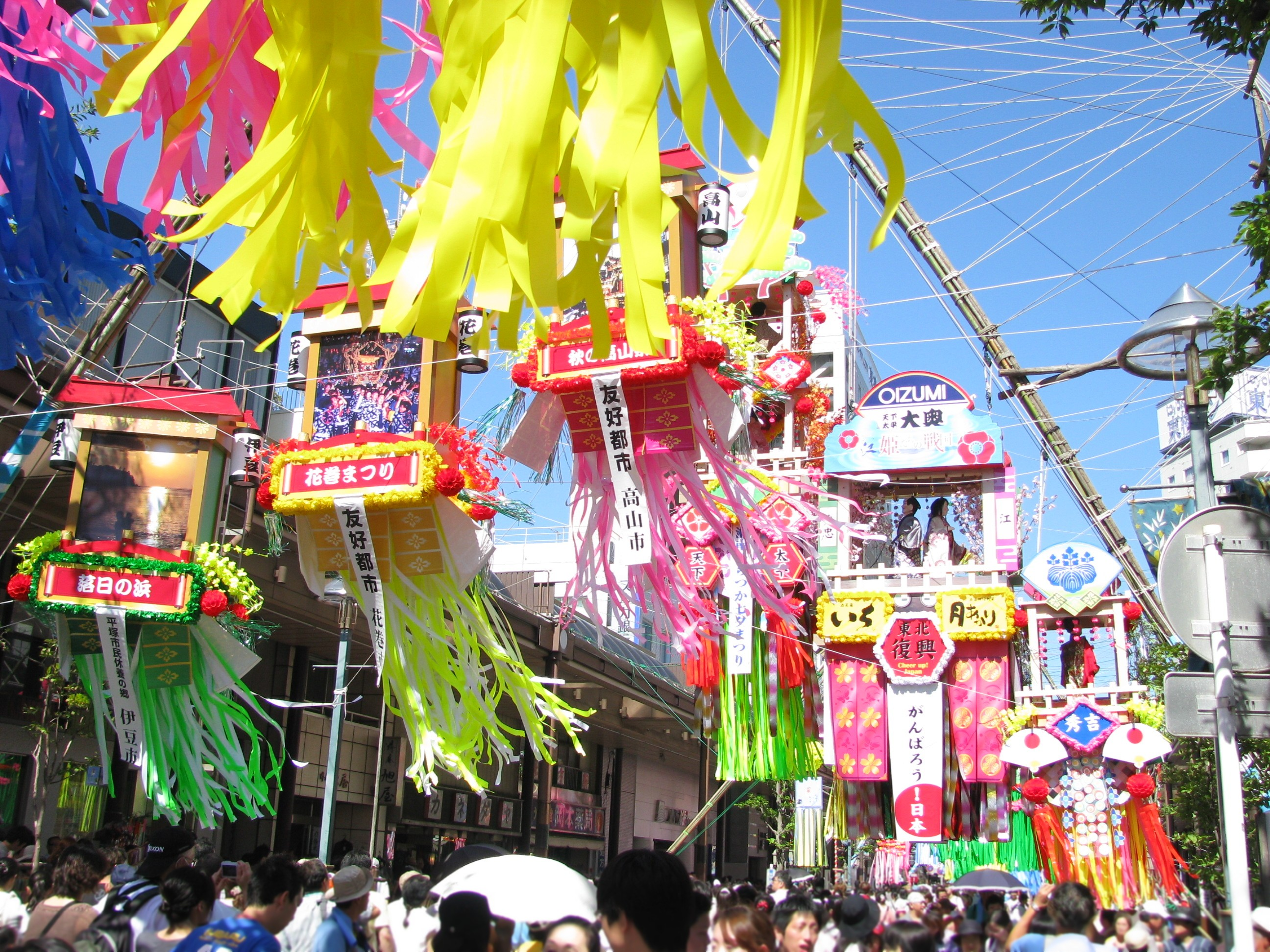
Hiratsuka, 2011
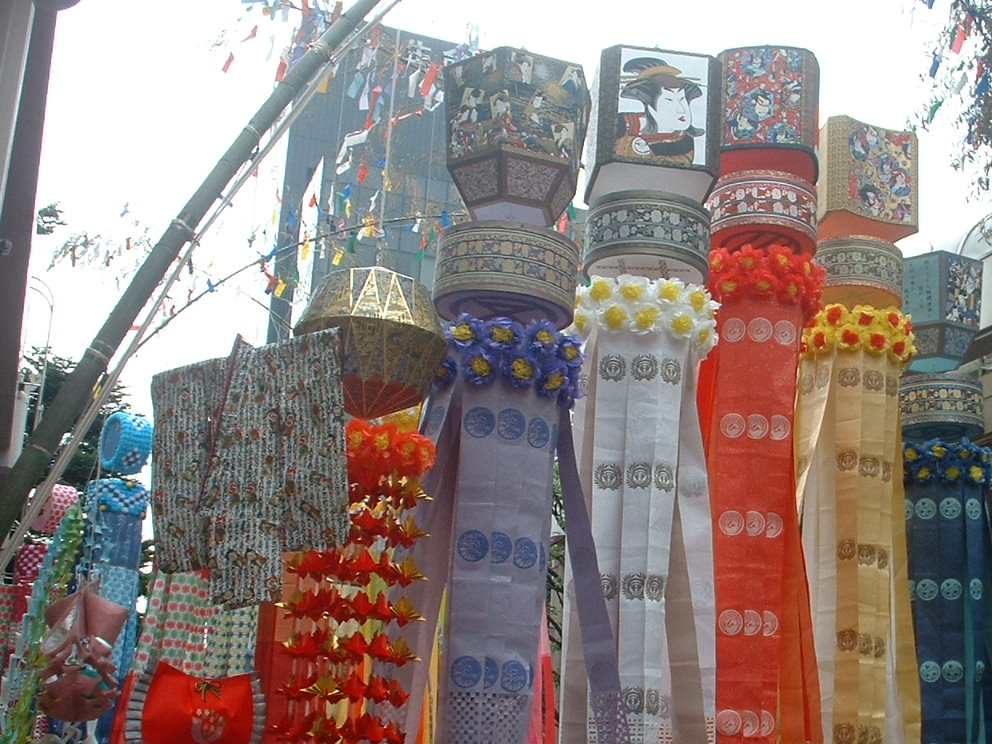
Sendai, 2005

## Festivalul Tanabata din Sendai
Festivalul Tanabata din Sendai este cel mai faimos din Japonia. Tanabata a fost celebrat în regiune încă din timpul lui Date Masamune (1567–1636), primul conducător militar din zona Sendai. Festivalul a început la scurt timp după ce orașul a fost fondat, în perioada Edo timpurie. De-a lungul anilor, festivalul Tanabata a evoluat și a devenit din ce în ce mai mare. Cu toate acestea, popularitatea festivalului a început să scadă după Restaurația Meiji și aproape a dispărut în timpul depresiunii economice de după Primul Război Mondial. Voluntarii din Sendai au reînviat festivalul în 1928 și au stabilit tradiția de a-l organiza între 6 și 8 august.
În timpul celui de-al Doilea Război Mondial, a fost imposibil de organizat festivalul, iar aproape niciun fel de decorațiuni nu au fost văzute în oraș între 1943 și 1945. Totuși, după război, primul mare festival Tanabata din Sendai a avut loc în 1946 și a prezentat 52 de decorațiuni. În 1947, împăratul Shōwa a vizitat Sendai și a fost întâmpinat cu 5.000 de decorațiuni Tanabata. Ulterior, festivalul s-a dezvoltat într-unul dintre cele trei mari festivaluri de vară din regiunea Tōhoku și a devenit o atracție turistică majoră. În prezent, festivalul include și un spectacol de artificii care are loc pe 5 august.

La Festivalul Tanabata din Sendai, se folosesc tradițional șapte tipuri diferite de decorațiuni, fiecare având semnificații simbolice. Cele șapte decorațiuni și simbolurile lor sunt:

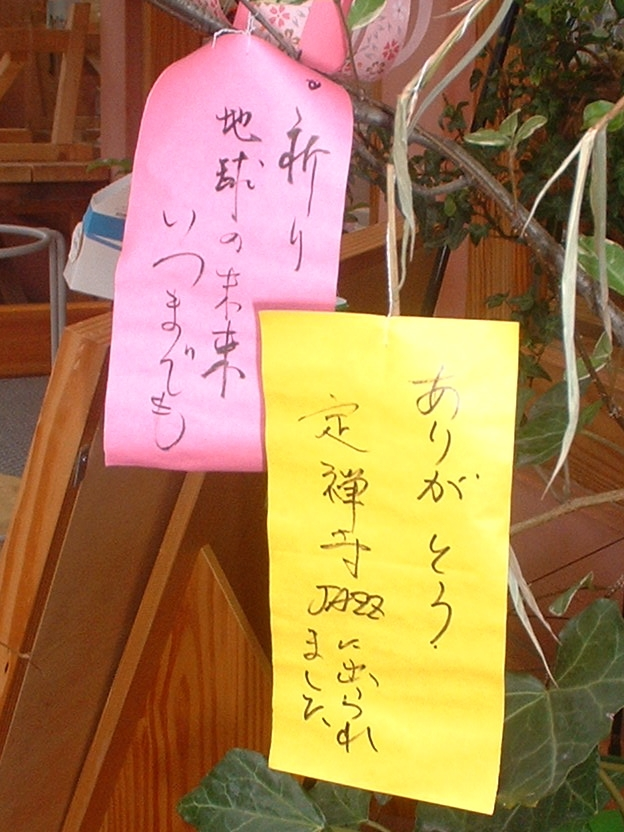
Benzi de hârtie (短冊 Tanzaku?): Dorințe scrise de mână pentru un viitor bun al Pământului și un mesaj de mulțumire.
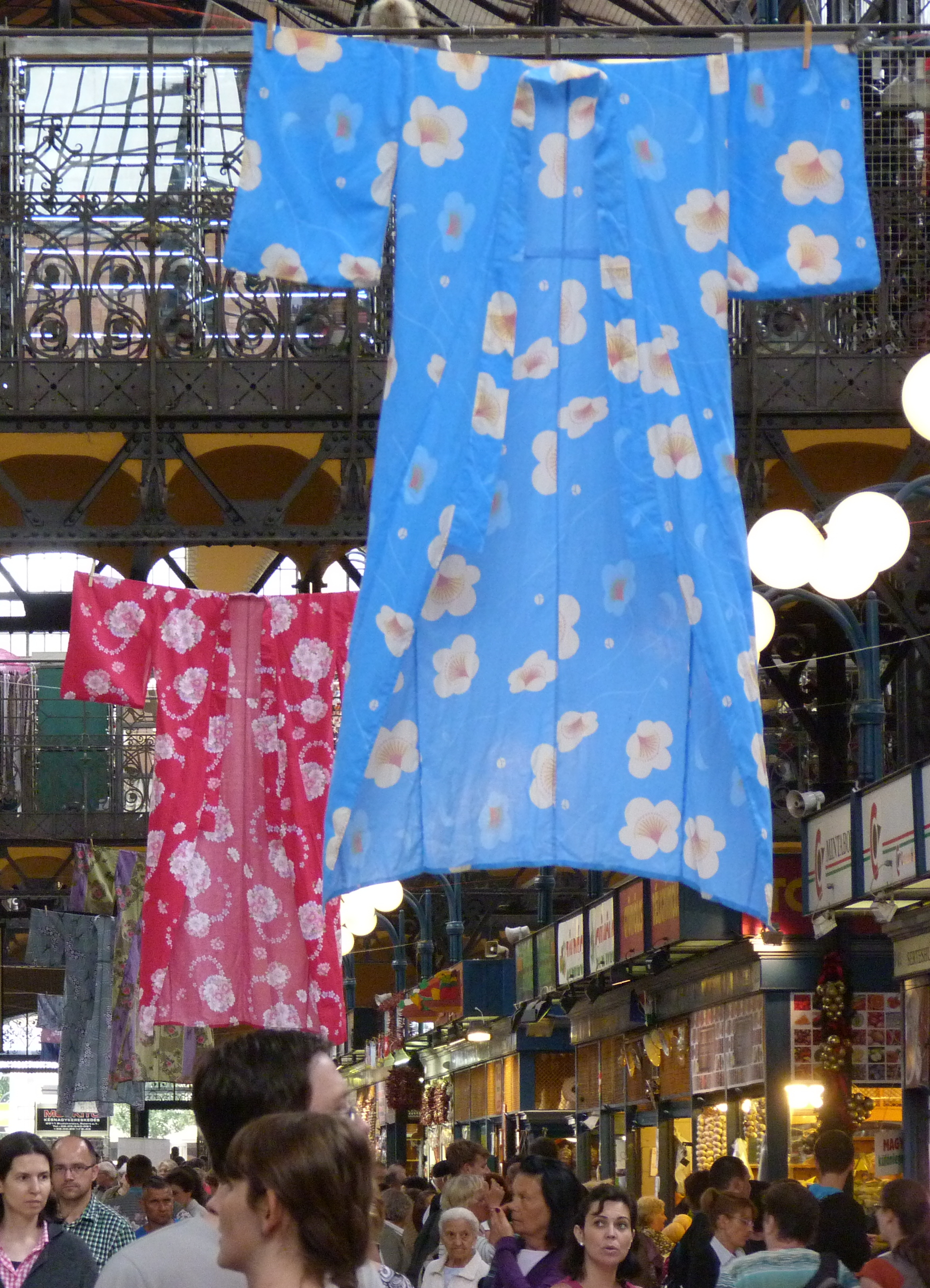
Chimonou din hârtie (紙衣 Kamigoromo?): Decorațiuni din hârtie
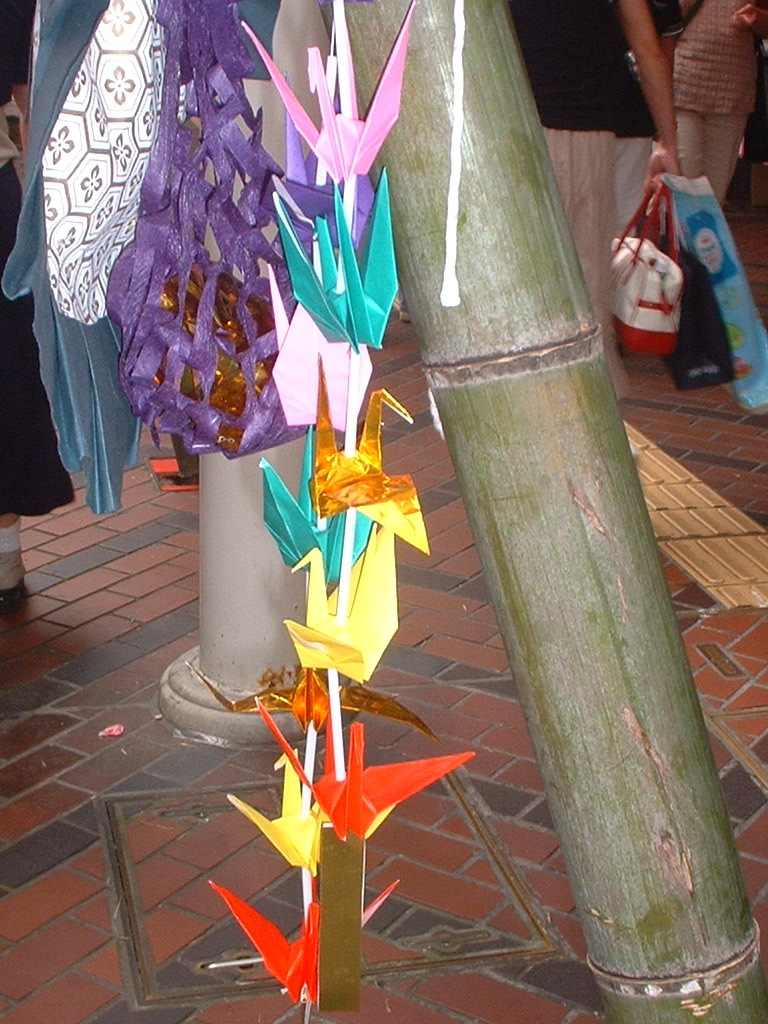
Cocor din hârtie (折り鶴 Orizuru?): Origami simbolizând o viață lungă.
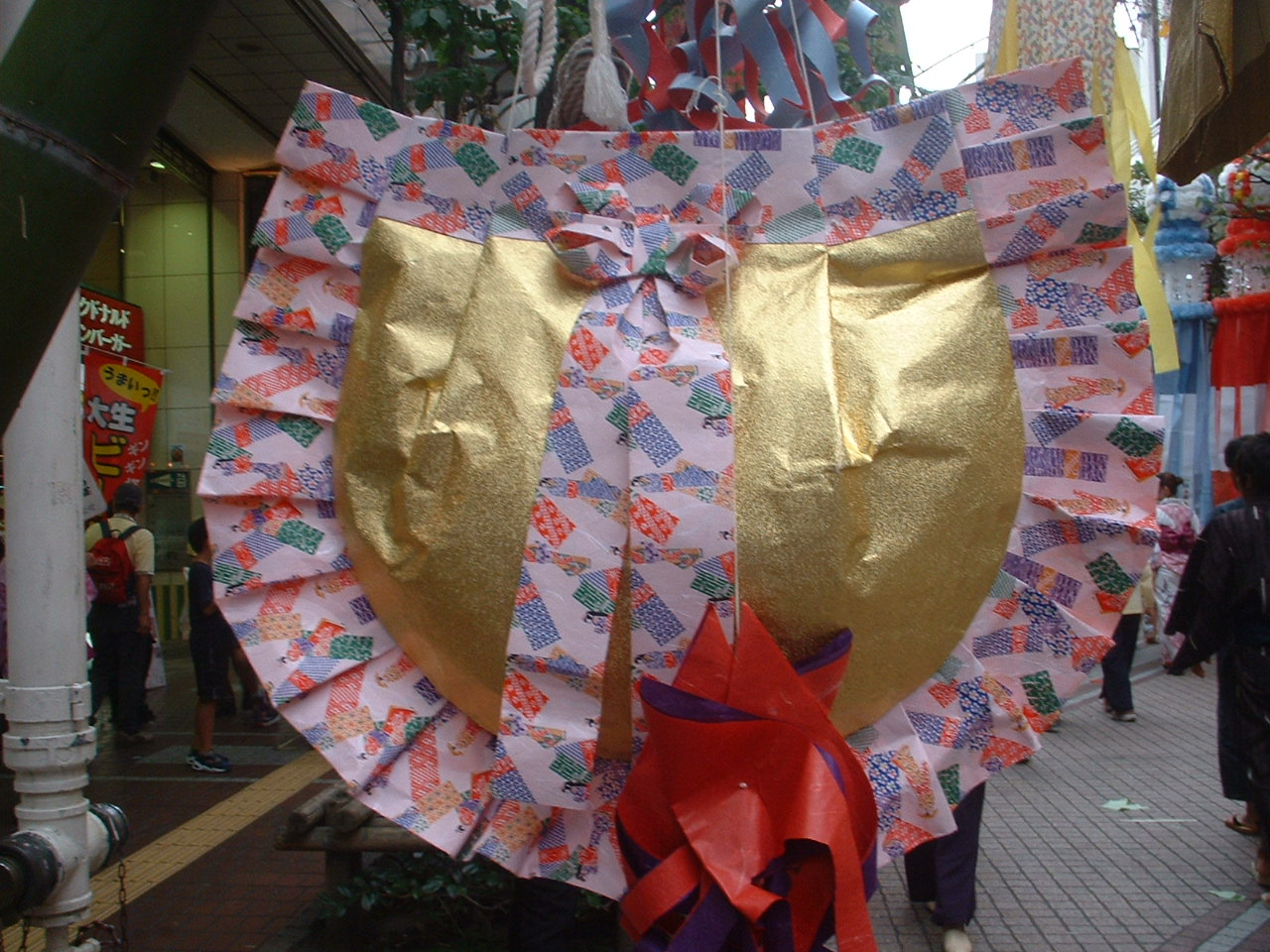
Punguță (巾着 Kinchaku?): Decorațiune simbolizând prosperitatea în afaceri.
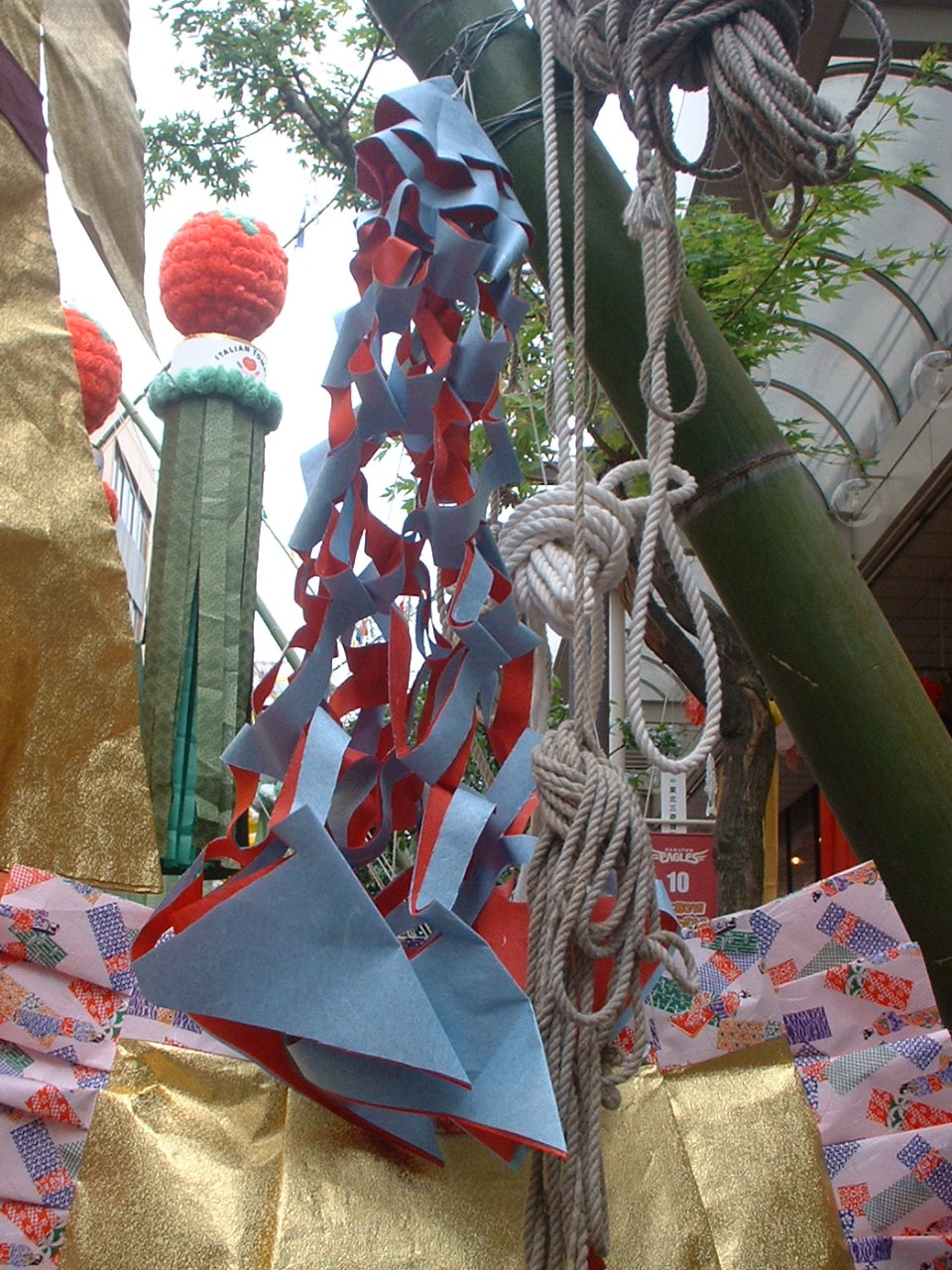
Plasă (投網 Toami?): Decorațiune din hârtie pentru pescuit de succes.
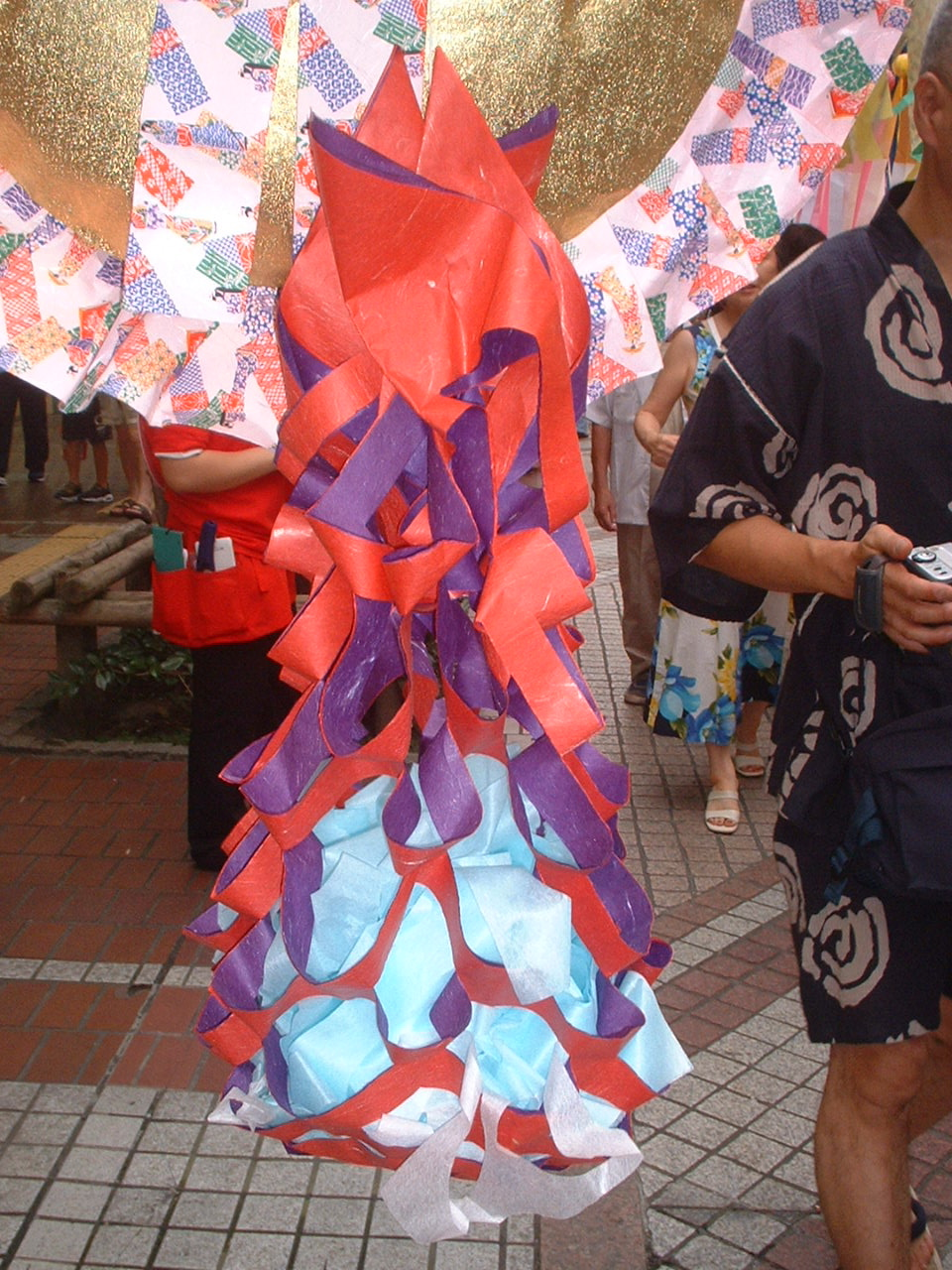
Sac de gunoi (くずかご Kuzukago?): Decorațiune din hârtie simbolizând curățenia.
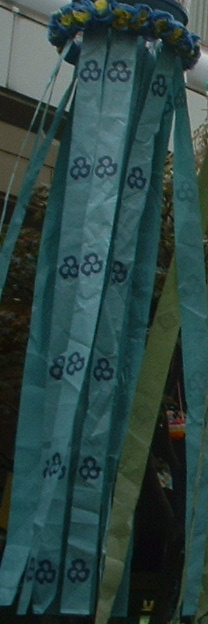
Panglici (吹き流し Fukinagashi?): Panglici tubulare din hârtie, simbolizând abilități îmbunătățite de țesut.

Bila ornamentală (薬玉; Kusudama⁠(d)), adesea decorată deasupra panglicilor în decorațiunile moderne de Tanabata, a fost concepută inițial în 1946 de proprietarul unui magazin din centrul orașului Sendai. Bila ornamentală a fost inspirată inițial de floarea de dahlie. În ultimii ani, ornamentele în formă de cutie au devenit alternative populare la bila ornamentală. Începând cu 2018, panglici inspirate de costumele dublului campion olimpic la patinaj artistic, Yuzuru Hanyu, au fost expuse la Zuihōden⁠(d).

## Summitul G8 din 2008

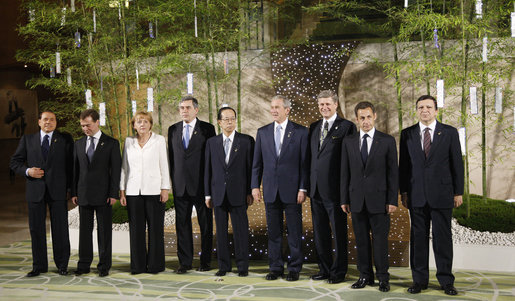
Liderii care au participal la summit

În 2008, cel de-al 34-lea summit G8 din Tōyako, Hokkaidō, a coincis cu festivalul Tanabata. În calitate de gazdă, prim-ministrul japonez Yasuo Fukuda a invitat liderii G8 să participe în spiritul festivalului. Fiecare dintre ei a fost rugat să scrie o dorință pe o bucată de hârtie numită tanzaku, să atârne tanzaku pe un copac de bambus și apoi să ia măsurile necesare pentru a schimba lumea în bine. Ca gest simbolic, actul de a scrie și de a agăța această notă reprezintă cel puțin un prim pas.
Ministerul Afacerilor Externe al Japoniei a pus la dispoziție benzi de hârtie colorate și un copac de bambus pentru dorințele G8 la Roppongi, pe durata summitului. Organizațiile care protestau la Sapporo în timpul summitului G8 au încercat, de asemenea, să folosească spiritul Tanabata pentru a atrage atenția asupra unui alt set de dorințe. Organizații nonguvernamentale, inclusiv Oxfam și CARE International, au lansat o campanie online de petiții pentru dorințe, care să coincidă cu summitul G8 și cu festivalul Tanabata. În afara Japoniei, gestul oportun al lui Fukuda a avut consecințe neașteptate. De exemplu, ziarul indian de circulație națională The Hindu a preluat această temă festivă, publicând un editorial cu dorințe Tanabata neconvenționale.
Fukuda și-a invitat, de asemenea, concetățenii să încerce să stingă luminile din casele lor și să iasă afară pentru a se bucura împreună cu familia de priveliștea Căii Lactee pe cerul nopții. Pe 7 iulie, Ministerul Mediului din Japonia a estimat că peste 70.000 de clădiri și gospodării din întreaga țară își vor stinge luminile între orele 20:00 și 22:00, ca pas simbolic și ca dorință pentru viitor.